# Gerwin Lake
Gerwin Lake (ur. 9 kwietnia 1996) – piłkarz z Sint Maarten grający na pozycji lewego napastnika w klubie SV Poortugaal.

## Kariera reprezentacyjna
| Mecze i gole w reprezentacji | Mecze i gole w reprezentacji | Mecze i gole w reprezentacji | Mecze i gole w reprezentacji | Mecze i gole w reprezentacji | Mecze i gole w reprezentacji | Mecze i gole w reprezentacji | Mecze i gole w reprezentacji                 |
| Sint Maarten                 | Sint Maarten                 | Sint Maarten                 | Sint Maarten                 | Sint Maarten                 | Sint Maarten                 | Sint Maarten                 | Sint Maarten                                 |
| Lp.                          | Data                         | Miejsce                      | Gospodarz                    | Gość                         | Wynik                        | Gol                          | Rozgrywki                                    |
| ---------------------------- | ---------------------------- | ---------------------------- | ---------------------------- | ---------------------------- | ---------------------------- | ---------------------------- | -------------------------------------------- |
| 1.                           | 23.03.2019                   | The Valley                   | Sint Maarten                 | Saint-Martin                 | 4:3                          | Gol · Gol                    | Liga Narodów CONCACAF 2019/2020 – eliminacje |
| 2.                           | 07.09.2019                   | Les Abymes                   | Gwadelupa                    | Sint Maarten                 | 5:1                          | Gol                          | Liga Narodów CONCACAF 2019/2020              |
| 3.                           | 11.10.2019                   | Willemstad                   | Sint Maarten                 | Turks i Caicos               | 2:5                          | Gol · Gol                    | Liga Narodów CONCACAF 2019/2020              |
| 4.                           | 15.10.2019                   | Willemstad                   | Sint Maarten                 | Gwadelupa                    | 1:2                          | Gol                          | Liga Narodów CONCACAF 2019/2020              |
| 5.                           | 14.11.2019                   | Providenciales               | Turks i Caicos               | Sint Maarten                 | 3:2                          | Gol                          | Liga Narodów CONCACAF 2019/2020              |